# 道源寺坂
座標: 北緯35度39分57.9秒 東経139度44分22.8秒 / 北緯35.666083度 東経139.739667度道源寺坂（どうげんじざか）とは、東京都港区六本木一丁目3番地と一丁目4番の境界に存在する坂である。別名「道源坂（どうげんざか）」。名称は江戸時代初期から坂の上にある寺院「道源寺」に由来する。
六本木通りからスペイン坂を平行して斜面を上がる。頂上付近でスペイン坂と交差する。